# Miguel Yaroslávich

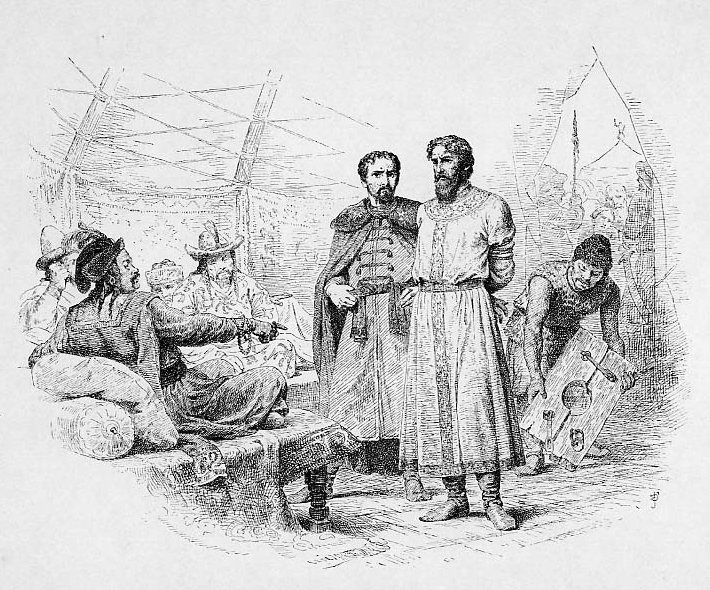
Miguel Yaroslávich ante Uzbeg Kan, por Vasili Vereshchaguin.

Miguel Yaroslávich (en ruso, Михаил Ярославич, Mijaíl Yaroslávich) (1271 – 22 de noviembre de 1318), también conocido como Miguel de Tver, fue un príncipe de Tver (desde 1285) que gobernó como Gran príncipe de Vladímir desde 1304 hasta 1314 y de nuevo desde 1315-1318. Se cuenta entre los santos de la iglesia ortodoxa rusa.
Miguel Yaroslávich fue el segundo hijo de Yaroslav III (Yaroslav Yaroslávich), el hermano menor de Alejandro Nevski) y lo sucedió como Príncipe de Tver en 1285. Su madre, Xenia, era la segunda esposa de Yaroslav III y es conocida como santa Xenia de Tarusa. A la muerte de Andréi Aleksándrovich (hijo de Alejandro Nevski y sobrino de Yaroslav), Miguel se convirtió en el Gran príncipe de Vladímir en 1304, como correspondía con el sistema Rota de sucesión colateral que se había practicado en Rus de Kiev desde los tiempos de Yaroslav I el Sabio. Fue confirmado en el cargo por Toqta, jan de la Horda de Oro.

## Problemas como gran príncipe y rivalidad con Moscú
Mientras parecía seguro en el trono, siendo el heredero legítimo y habiendo sido confirmado por el jan de Sarái, el gran príncipe Miguel sufrió una serie de derrotas como gran príncipe que le llevaron a perder el cargo tanto para él como, en alguna medida, al final para sus descendientes. Fue, como la mayor parte de los grandes príncipes de Vladímir, aceptado como príncipe de Nóvgorod la Grande en 1309, pero luchó con Nóvgorod, llegando a retirar a sus tenientes (naméstniki) y cortar los embarques de grano a la ciudad en 1312. Mientras se encontraba en términos decentes con el jan Toqta, e inicialmente con su sucesor Uzbeg (Miguel le rindió homenaje al ascender al trono en 1313 y estuvo en Sarai hasta 1315), al final perdió influencia en favor de Yuri de Moscú, quien ganó influencia en Nóvgorod mientras que el gran príncipe estaba afuera, en Sarái. Miguel consiguió al final controlar la ciudad en 1316 con ayuda mongola, pero al año siguiente Uzbeg dio el yarlyk o patente del cargo de Gran Príncipe de Vladímir a Yuri, quien se casó con la hermana de Uzbeg.
Después de dar a Yuri el yarlyk, el jan envió un ejército con el general mongol Kavgadii a ayudar a Yuri en su lucha con Miguel Yaroslávich. El 2 de diciembre de 1317 Miguel derrotó a Yuri en un pueblo llamado Bortenevo (a 40 km de Tver). Miguel capturó a la esposa de Yuri, que era la hermana del jan. Cuando ella murió custodiada por Miguel, a él le acusaron de su muerte, aunque parece improbable que la matara sabiendo lo mucho que lo dañaría políticamente a cambio de poca ganancia. Liberó a Kagadii, que regresó a Sarái y acusó a Miguel de asesinar a la hermana del jan, retener tributo, y hacer la guerra contra su señor mongol. Como resultado de ello, Miguel fue llamado a la Horda por el kan y ejecutado el 22 de noviembre de 1318.

## Miguel y la Iglesia
Miguel también se llevó mal con la Iglesia, en particular con el metropolita Pedro (r. 1308-1326). Cuando el metropolita Máximo murió en 1305, Miguel nombró a otro candidato, pero Pedro fue consagrado por el patriarca de Constantinopla. Pedro se puso del lado de Moscú y contra Miguel en varias ocasiones. En 1309, nombró a David como arzobispo de Nóvgorod y David fue decisivo en la discusión que llevó a Miguel a retirar sus tenientes y cortar el suministro de grano a la ciudad. En 1314, Nóvgorod llamó a Yuri para ser nombrado gran príncipe y que se depusiera a Miguel. Así el apoyo de la Iglesia ayudó a Yuri en detrimento de Miguel. A pesar de que en vida la Iglesia no lo favoreció, la iglesia ortodoxa rusa más tarde lo declaró santo.

## Familia e hijos
En 1294 Miguel se casó con la princesa Ana de Kashin, hija del príncipe Dmitri de Rostov. Tuvieron cinco hijos:
1. Príncipe Dimitri de Tver (1299-1326)
2. Príncipe Alejandro de Tver (1301-1339)
3. Príncipe Constantino de Tver (1306-1346)
4. Príncipe Basilio de Kashin (m. después de 1368)
5. Feodora

Los hijos de Miguel y sucesores, Demetrio y Alejandro el de los Ojos Terribles, fueron también muertos en la Horda, lo mismo que el hijo mayor de Alejandro, Mijaíl. Tanto Alejandro Mijáilovich como Mijaíl Aleksándrovich brevemente desempeñaron el cargo de Gran Príncipe (en 1326-1327 y 1371-1372 respectivamente) pero el fracaso de Mijaíl a la hora de derrotar a Yuri de Moscú, seguido por el papel de Alejandro (real o percibido) en el alzamiento de Tver de 1327, llevó a la rama de Tver a perder el favor de los janes, y los Danílovich - los príncipes moscovitas, desempeñaron el cargo durante todo el tiempo posterior a 1317, salvo dos años.
La esposa de Miguel, Ana, tomó el velo en el convento de Kashin, donde murió el 2 de octubre de 1368. Es celebrada como Ana de Kashin por la iglesia ortodoxa rusa y fue canonizada en 1677.